# Arroyo del Oro
El arroyo del Oro es un pequeño curso de agua uruguayo que atraviesa el departamento de Treinta y Tres perteneciente a la cuenca hidrográfica de la laguna Merín.
Nace en la cuchilla de Dionisio y desemboca en el arroyo Corrales recorriendo alrededor de 22 km. Su principal afluente es el arroyo de la Lana.